# Hypopta garsasia
Espèce
Hypopta garsasia est une espèce de lépidoptères (papillons) de la famille des Cossidae. On la trouve en Argentine.

## Taxonomie
Le nom valide complet (avec auteur) de ce taxon est Hypopta garsasia Dognin, 1916.